# 宁夏回族自治区革命委员会
宁夏回族自治区革命委员会是1968年4月至1980年1月间宁夏回族自治区的省级国家行政机关。

## 历任领导

### 前期
- 时间：1968年4月－1977年12月
- 主任：康健民（－1977年1月） → 霍士廉（1977年1月－）
- 副主任：张怀礼（－1974年2月）、徐洪学（－1971年）、王志强（－1977年7月）、安建国（－1971年）、陈养山（1970年3月－）、刘震寰（1970年3月－1971年12月）、邵井蛙（1971年6月－）、杨一木（1977年7月－）、丁毅民（1977年7月－）

### 后期
- 时间：1977年12月－1980年1月
- 主任：霍士廉（－1979年2月） → 马信（1979年2月－）
- 副主任：杨静仁（－1978年3月）、邵井蛙（－1979年6月）、马玉槐（－1979年5月）、杨一木（－1979年3月）、马思忠、丁毅民、马信（－1979年2月）、史玉林、李力、李庶民（1978年3月－）、夏似萍（1978年3月－）、康志杰（1978年9月－）、李恽和（1979年8月－）、薛宏福（1979年11月－）